# Montauban Challenger 2006
Il Montauban Challenger 2006 è stato un torneo di tennis facente parte della categoria ATP Challenger Series nell'ambito dell'ATP Challenger Series 2006. Il torneo si è giocato a Montauban in Francia dal 3 al 9 luglio 2006 su campi in terra rossa.

## Vincitori

### Singolare
Lamine Ouahab ha battuto in finale  Marc Gicquel con il punteggio di 7–5, 3–6, 7–6(2)

### Doppio
Pablo Cuevas /  Adrián García hanno battuto in finale  Marc Gicquel /  Édouard Roger-Vasselin con il punteggio di 6–3, 4–6, [10-8]